# کینتانائرتونیو
کینتانائرتونیو (به اسپانیایی: Quintanaélez) یک شهرستان در اسپانیا است.